# Bamako

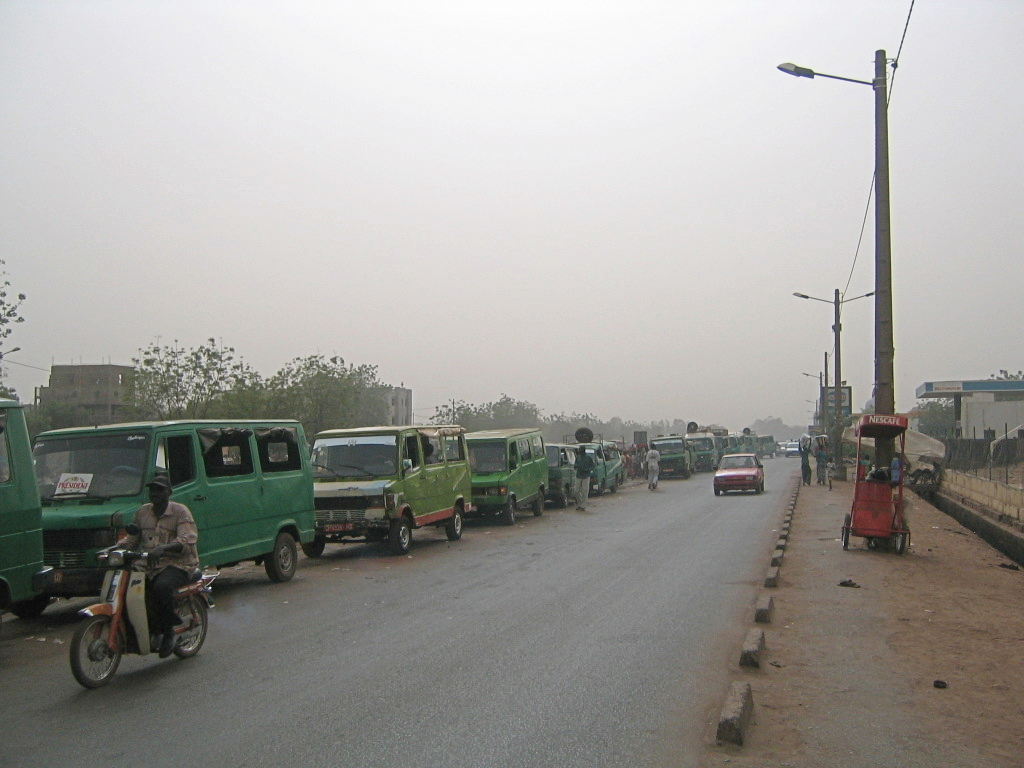
Bamako

Bamako – stolica i największe miasto Mali. Położone w południowo-zachodniej części kraju, nad rzeką Niger, w pobliżu granicy z Gwineą. Współrzędne geograficzne Bamako to 12°39′N i 8°0′W.
Bamako to jedno z najszybciej zaludniających się miast na świecie. Od 2000 r. jego populacja wzrosła ponad dwukrotnie i oczekuje się, że ten szybki wzrost będzie się utrzymywał w nadchodzących dziesięcioleciach. Według spisu w 2022 roku liczy 4,2 mln mieszkańców. Większość mieszkańców miasta żyje w nieformalnych osiedlach. Ten niekontrolowany rozwój w połączeniu z coraz częstszymi i dotkliwszymi deszczami sprawia, że miasto jest narażone na powodzie: w 2019 r. w ciągu zaledwie jednej nocy zginęło 16 osób.
Bamako jest centrum administracyjnym kraju, ważnym portem rzecznym i istotnym ośrodkiem handlowym dla całego regionu. Posiada rangę odrębnej jednostki administracyjnej (dystrykt stołeczny Bamako) i podzielone jest na sześć gmin, którymi kierują wybieralni burmistrzowie. Obecnym burmistrzem dystryktu stołecznego Bamako jest Adama Sangaré.

## Położenie
Bamako leży na terenach zalewowych rzeki Niger, co hamuje rozwój miasta wzdłuż brzegów rzeki i jej dopływów. Teren, na którym miasto jest usytuowane, jest stosunkowo płaski. W północnej części miasta znajduje się wzniesienie, będące pozostałością wygasłego wulkanu. To właśnie tu wzniesiony został pałac prezydencki oraz główny szpital miejski.
Pierwotnie miasto rozwijało się na lewym (północnym) brzegu rzeki i tam też znajduje się jego stare centrum. Z czasem jednak pojawiły się osiedla również na prawym (południowym) brzegu, dlatego też pojawiła się konieczność połączenia obydwu brzegów rzeki. W tym celu wzniesiono dwa mosty, łączące obie części Bamako. Pierwszy most, tzw. Most Męczenników (fr. Pont des Martyrs), ukończony został w 1957 r., jeszcze za czasów panowania francuskiego. Drugi, Most Króla Fahda, wzniesiony został za saudyjskie pieniądze w 1992 r. Istnieje także wykorzystywana sezonowo grobla, łącząca wschodnie dzielnice Sotuba i Misabugu. Grobla zwykle jest pod wodą od lipca do stycznia. W tym właśnie miejscu budowany jest trzeci most, którego zadaniem jest rozładować ruch w centrum miasta.

## Historia

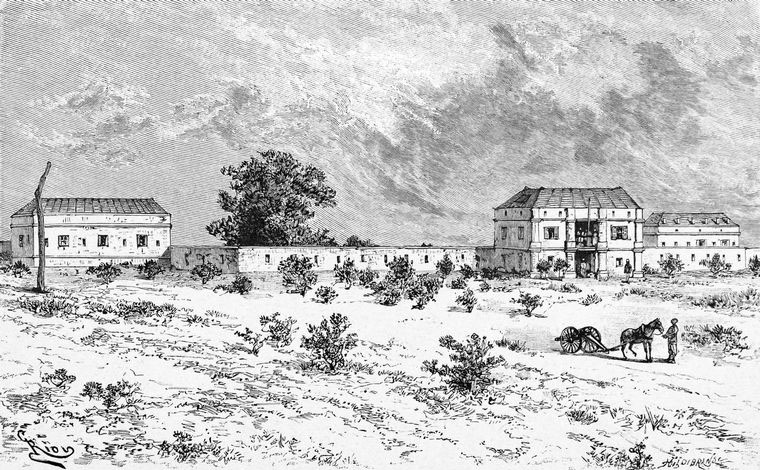
Fort w Bamako, zbudowany w 1883 r.

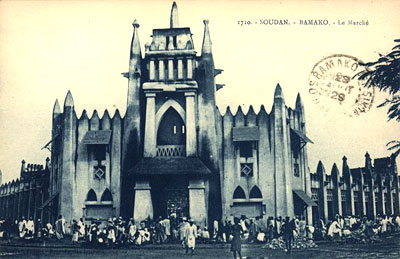
Tzw. czerwony targ

Żyzna dolina Nigru, w której leży również Bamako, to tereny, na których ślady osadnictwa ludzkiego sięgają paleolitu i obejmują przedział, liczący co najmniej od 150 tys. lat. Wskazują na to m.in. wykopaliska archeologiczne w Magnambougou (obecnie na peryferiach Bamako). Formujące się na tych terenach wczesne organizmy państwowe szybko rosły w siłę dzięki szlakom handlowym, łączącym południowe peryferie Sahary z Afryką północną. Przedmiotem handlu były wówczas złoto, kość słoniowa, orzeszki koli i sól.
W XI w. tereny południowego Mali znalazły się pod panowaniem Imperium Ghany. Intensywny rozwój przeżywało wówczas położone nieco bardziej na północ Timbuktu, stając się jednym z największych centrów handlowych i kulturalnych zachodniej Afryki. W późniejszym czasie obszar ten znalazł się pod wpływami Imperium Mali, które w XIV w. dzięki handlowi bawełną i solą przeżywało okres rozkwitu. Po upadku imperium malijskiego, tereny te zostały pod koniec XV w. podbite przez Songhaj.
Bamako zostało założone pod koniec XVI w. przez dynastię Niaré (wcześniej znaną jako Niakate), która wywodziła się z ludu Soninke. Nazwa dynastii zachowała się w jednej z najstarszych dzielnic Bamako, Niaréla.
W drugiej połowie XIX w. Bamako było dużym, ufortyfikowanym miastem, zamieszkanym przez ok. 600 mieszkańców. Początki penetracji francuskiej na tych terenach przypadają na drugą połowę XIX w. Okres dominacji francuskiej wiązać należy z przybyciem 1 lutego 1883 r. do miasta wojsk francuskich pod dowództwem Gustave’a Borgnis-Desbordesa. Ziemie obecnego Mali stały się wówczas częścią Sudanu Francuskiego.
Na początku XX wieku Bamako było niewielką osadą, zamieszkaną głównie przez ludy Malinke i Bambara, jednak wraz z budową zapory w Sotoubie i użyźnieniem okolicznych gruntów wodami Nigru za pomocą prac irygacyjnych rozpoczął się gwałtowny rozwój miasta. Dodatkowym bodźcem do rozwoju Bamako było ukończenie w 1904 r. budowy linii kolejowej do senegalskiej stolicy Dakaru, będącego ważnym portem morskim.
W 1895 r. miasto zostało podniesione do rangi stolicy okręgu, a 17 października 1899 r. przeniesiony tu (z Kayes) stolicę kolonii Górny Senegal-Niger. W 1920 r. Bamako zostało stolicą Sudanu Francuskiego. W latach 1903–1907 wzniesiony został pałac Koulouba, będący w czasach kolonialnych siedzibą gubernatora, a po uzyskaniu niepodległości w 1960 r. pełniący funkcję pałacu prezydenckiego.
20 grudnia 1918 r. utworzono tu gminę miejsko-wiejską, na czele której stał zarządca.
W 1927 ukończona została katedra katolicka. Izbę rzemieślniczą utworzono w 1931 roku. W 1947 powstał w mieście pierwszy most na Nigrze a Wielki Meczet ukończono rok później.
18 listopada 1955 r. Bamako uzyskało prawa gminy miejskiej. Pierwszym burmistrzem miasta, wybranym 16 listopada 1956 r. został Modibo Keïta, późniejszy prezydent niepodległego kraju.
Gdy 22 września 1960 ogłoszono niepodległość Mali, Bamako stało się stolicą nowej republiki. Liczba mieszkańców wynosiła wówczas ok. 160 tys. mieszkańców.
Współczesne miasto jest nowoczesną metropolią w sercu Afryki Zachodniej. Oprócz wspomnianego połączenia kolejowego z Dakarem, posiada też międzynarodowy port lotniczy, zapewniający komunikację z wieloma miastami Afryki i Europy, oraz autostradę do Wybrzeża Kości Słoniowej (w ostatnich latach granicę jednak zamknięto ze względu na niestabilną sytuację polityczną w Wybrzeżu Kości Słoniowej).

## Gospodarka
Bamako jest głównym portem rzecznym i ośrodkiem handlowym kraju (zwłaszcza handel rybny). Rozwinięty jest tu przemysł budowlany, włókienniczy i spożywczy (olejarski, tytoniowy, przetwórstwo owoców). Kwitnie tu też rzemiosło artystyczne, m.in. tkactwo, złotnictwo, wyroby z drewna, kości słoniowej, skóry.

## Atrakcje turystyczne
W odróżnieniu od wielu innych miast w środkowym biegu Nigru Bamako nie posiada wielu zabytków. Działa tu jednak malijskie muzeum narodowe (Musée National), posiadające zbiory tradycyjnych afrykańskich masek, a także kapeluszy i lwich skór znalezionych w okolicach uskoku Bandiagara, gdzie obecnie zamieszkuje lud Dogonów. Do innych atrakcji turystycznych można zaliczyć także kilka lokalnych targowisk, a także meczetów (zwłaszcza Grande Mosquée – Wielki Meczet).

## Miasta partnerskie
Bamako nawiązało więzi partnerskie z wieloma miastami:
- Angers (Francja) od 1974
- Rochester (USA) od 1975
- Dakar (Senegal) od 1975
- Bobo-Dioulasso (Burkina Faso) od 1994
- Lipsk (Niemcy) od 1966
- Aszchabad (Turkmenistan) od 1974
- São Paulo (Brazylia)

Ponadto podpisano porozumienia o współpracy z francuskimi miastami Lyonem, Marsylią i Bordeaux, a także z Wagadugu, stolicą Burkina Faso.